# Житє і слово
«Житє́ і сло́во» — літературно-художній та громадсько-політичний часопис, що виходив у Львові (1894-97) за редакцією Івана Франка, спочатку раз на два місяці, а з липня 1896 — щомісяця, перетворившись із Вісника літератури, історії і фольклору на осердя громадського життя Галичини.

## Загальний опис
Часопис мав розділи:
- Белетристика,
- Статті наукові та етнографічні,
- Критика і бібліографія,
- Хроніка.

Авторський колектив «Житя і слова» складався з Івана Франка (цикл поезій «Зів'яле листя», повісті «Основи суспільства», «Для домашнього огнища», драми «Сон Святослава», «Кам'яна душа» та інші), Лесі Українки, Павла Грабовського, Осипа Маковея, які друкували тут свої поетичні добірки та поеми, Михайла Коцюбинського («Посол від чорного царя») та інші.
Досить часто з'являлися тут переклади (Кіндрата Рилєєва, Івана Тургенєва, Софокла, Фірдоусі, Віктора Гюґо та інших). Особливе місце відводилося літературно-критичним студіям («М. Шашкевич і галицько-руська література» І. Франка, «Літературні стремління галицьких русинів від 1772 до 1872 рр» Остапа Терлецького тощо), епістолярній спадщині Михайла Драгоманова, Степана Руданського, Маркіяна Шашкевича та інших.
Публікувалися фольклорні праці І. Франка, Леона Василевського, Володимира Гнатюка, Лесі Українки, Михайла Павлика. Друкувалися статті про національний та соціалістичний рухи, про громадсько-політичне життя в Україні. Постійно сторінки журналу рясніли рецензіями, з якими виступали М. Драгоманов, І. Франко, А. Кримський, В. Щурат, П. Грабовський.

## Окремі публікації
У журналі «Житє і слово» вперше було надруковано поему Лесі Українки «Давня казка»: Львів, 1896, книга 6, на сторінки 442—453 в.